# Петренко Олексій Васильович
Олексі́й Васи́льович Петре́нко (26 березня 1938, Чемер, Козелецький район, Чернігівська область, Українська РСР — 22 лютого 2017, Москва, Росія) — український, радянський і російський актор театру й кіно. Заслужений артист РРФСР (1984). Народний артист РРФСР (1988). Народний артист України (1999).

## Життєпис
Народився 26 березня 1938 року в селі Чемері (Чернігівщина).
Навчався в Харківському театральному інституті (1961, курс Івана Мар'яненка).
Працював у театрах Запоріжжя (Запорізький академічний обласний український музично-драматичний театр імені Володимира Магара) та Маріуполя (Донецький академічний обласний драматичний театр). У 1964 році актора запросив на свою сцену Ленінградський театр імені Ленсовета. З 1977 року — актор Московського драматичного театру на Малій Бронній. З 1978 року грав на сцені МХАТу. Також у 1980-ті роки грав у виставі режисера Анатолія Васильєва «Серсо» на Малій сцені Театру на Таганці й у московському театрі «Школа сучасної п'єси».
З 1991 року — актор кіностудії ім. М. Горького.
Володів видатним акторським талантом. Утілював у кіно й на сцені різнопланові глибокі драматичні, характерні та яскраві комедійні ролі. Чудово співав і декламував вірші. Любив українські пісні.
Зіграв близько ста ролей у кіно (зокрема, у кількох українських фільмах), серіалах і телевиставах. Перший успіх і популярність принесли ролі Григорія Распутіна у фільмі Елема Климова «Агонія» (1974) та Юрія Строганова в картині Олексія Германа «Двадцять днів без війни» (1976).
Знімався в картинах таких майстрів кінематографа, як Сергій Герасимов, Ельдар Рязанов, Георгій Данелія, Григорій Козінцев, Лариса Шепітько, Дінара Асанова, Вадим Абдрашитов, Павло Лунгін, Віталій Мельников, Володимир Мотиль, Ігор Масленников, Юрій Гримов, Михайло Пташук, Костянтин Єршов, Станіслав Говорухін, Микита Михалков та ін.
Лавреат низки фестивалів і кінопремій.
З 2010 року — член Патріаршої ради з культури (РПЦ).
Помер у Москві 22 лютого 2017 року, не доживши місяця до свого 79-го дня народження (26 березня). Був похований 27 лютого в одній могилі з батьками та другою дружиною Галиною Петрівною Кожуховою на Микільському кладовищі в підмосковному місті Балашиха.

## Фільмографія
(неповна)
- «Король Лір» (1971, Освальд)
- «Агонія» (1974, Григорій Распутін)
- «Хвилі Чорного моря» (1975)
- «Двадцять днів без війни» (1976)
- «Розповідь про те, як цар Петро арапа женив» (1976)
- «Ключ без права передачі» (1976)
- «Одруження» (1977, Іван Кузьмич Подколесин)
- «Портрет з дощем» (1977, Ігор Петрович)
- «Поїзд надзвичайного призначення» (1980)
- «Прощання» (1981)
- «Грачі» (1982)
- «Жорстокий романс» (1984, Мокій Парменович Кнуров, великий підприємець і літній чоловік)
- «Лев Толстой» (1984)
- «ТАРС уповноважений заявити...» (1984)
- «Неймовірне парі, або Істинна пригода, що благополучно завершилася сто років тому» (1984)
- «День гніву» (1985)
- «Клуб жінок» (1987, художник Олексій Сілін)
- «Наш бронепоїзд» (1988)
- «Слуга» (1988)
- «Руф» (1989, вчитель)
- «В'язень замку Іф» (1989, Абат Фаріа)
- «Мистецтво жити в Одесі» (1989, Фроїм Грач)
- «Мушкетери двадцять років потому» (1992, Карл I)
- «Кооператив „Політбюро“, або Буде довгим прощання» (1992)
- «Імперія піратів» (1994, капітан ла Буш)
- «Сибірський цирульник» (1998, генерал Радлов)
- «Послухай, чи не йде дощ...» (1999)
- «У серпні 44-го…» (2000)
- «Фортуна» (2000, Василь Петрович, механік)
- «Чорна рада» (2000, Богдан Хмельницький)
- «Спогади про Шерлока Холмса» (2000, серіал; Артур Конан Дойл)
- «Колекціонер» (2001, Колекціонер)
- «Не хлібом єдиним» (2005, професор Бусько)
- «Доктор Живаго» (2005, Тадей Казимирович)
- «12» (2007, п'ятий присяжний)
- «Гілка бузку» (2007, Микола Звєрєв, педагог)
- «Та, що біжить по хвилях» (2007, капітан Дюк)
- «Ілюзія страху» (2008, Петровський)
- «Поховайте мене за плінтусом» (2009)
- «Вольф Мессінг: той, що бачив крізь час» (2009, телесеріал; Йосип Сталін)
- «Стомлені сонцем 2» (2010, літній лейтенант-бухгалтер)
- «Ялинки 2» (2011, Григорій Павлович Земляникин)
- «Віктор»/«Viktor» (2014, Росія—Франція; Вєтров)
- «Ялинки 5» (2016, Григорій Павлович Земляникин, дядько Бориса)

та інші.

## Основні нагороди та відзнаки
- Заслужений артист РРФСР (1984)
- Народний артист РРФСР (1988)
- Орден «За заслуги перед Вітчизною» IV ступеня (1998)
- Народний артист України (1999) — За вагомий особистий внесок у розвиток театрального і кіномистецтва, високу виконавську майстерність[6]
- Державна премія Росії (1999) (1998 «Сибірський цирульник»)
- Орден Пошани (Російська Федерація) (2014)

## Фестивалі та премії[7]
- 1977 — Всесоюзний кінофестиваль: Премія за найкраще виконання чоловічої ролі (1976 «Ключ без права передачі»)
- 1994 — МКФ слов'янських і православних народів «Золотий Витязь»: Приз за найкращу чоловічу роль (1992 «Кооператив „Політбюро“, або Буде довгим прощання»)
- 1998 — ОРКФ «Кінотавр» в Сочі: Приз Президента Росії «За внесок в російське кіно»
- 1998 — Премія Президента РФ в області літератури і мистецтва: «За внесок в російське кіно»
- 1999 — КФ «Віват кіно Росії!» в Санкт-Петербурзі: Приз за найкращу чоловічу роль (1998 «Сибірський цирульник»)
- 2000 — КФ «Вікно в Європу» у Виборзі: Приз за найкращу чоловічу роль (1999 «Послухай, чи не йде дощ...»)
- 2007 — Премія «Золотий орел»: За найкращу чоловічу роль першого плану (2007 «12»)
- 2008 — Премія «Золотий орел»: За видатний внесок у кіномистецтво
- 2008 — МКФ ім. Андрія Тарковського «Дзеркало»: спеціальний приз оргкомітету фестивалю «За видатний внесок у світове кіномистецтво»
- 2009 — КФ «Віват кіно Росії!» у Санкт-Петербурзі: Приз «За творчий внесок у російський кінематограф»